# Calea ferată Dărmănești–Câmpulung Moldovenesc
Calea ferată Dărmănești–Câmpulung Moldovenesc este o cale ferată principală din România. Ea a fost construită în partea de sud a regiunii istorice Bucovina, pe văile râurilor Soloneț și Moldova.

## Istoric
Această linie de cale ferată a fost construită pe teritoriul austriac al Imperiului Austro-Ungar.
În anul 1869 a fost pusă în funcțiune Calea ferată Cernăuți–Suceava de către compania feroviară Lemberg-Czernowitz-Jassy Eisenbahn. Acesta a fost folosită în principal pentru a lega România de Europa Centrală. Cu scopul de a conecta aceste orașe la rețeaua feroviară existentă, au fost fondate mai multe companii private de căi ferate locale, inclusiv Bukowinaer Lokalbahnen (Căile ferate locale ale Bucovinei).
La 1 mai 1885, împăratul Franz Joseph I al Austro-Ungariei a acordat companiei Bukowinaer Lokalbahnen, după aprobarea de către cele două camere ale Parlamentului imperial (Reichsrat), dreptul de concesiune al construcției unei căi ferate secundare de la Dărmănești (anterior Hatna) spre Câmpulung Moldovenesc (anterior Kimpolung). Această concesiune era condiționată de majorarea capitalului, la care au participat compania feroviară Lemberg-Czernowitz-Jassy Eisenbahn și Fondul Religionar al Bucovinei – care a desfășurat o exploatare forestieră intensă în pădurile din Bucovina. Termenul de construcție a fost estimat la doi ani și jumătate. La 1 mai 1888 calea ferată a putut fi pusă în funcțiune. Ea se termina inițial la marginea la marginea de jos a Câmpulungului, în prezent Gara Câmpulung Est. Între anii 1901/1902 traseul a fost prelungit până la Vatra Dornei (anterior Dorna-Watra).
După primul război mondial, Bucovina a devenit parte componentă a României; calea ferată a fost preluată de către compania românească CFR. În 1940, linia de cale ferată de la Dărmănești la Câmpulung Moldovenesc a devenit punctul de plecare al unei căi ferate importante care traversa Carpații Orientali înspre Transilvania.
După terminarea celui de-al doilea război mondial, guvernul român a hotărât să construiască o nouă linie de cale ferată care pornea dintre gările Suceava (anterior Burdujeni) și Suceava Nord (anterior Ițcani), traversa orașul Suceava pe la vest și trebuia să se conecteze în Păltinoasa la Calea ferată Dărmănești–Câmpulung Moldovenesc. În 1964, noua cale ferată a fost pusă în funcțiune. Într-un timp scurt, traseul nou construit a depășit ca importanță vechea linie care pornea de la Dărmănești.
La începutul anilor 2000, Gara Păltinoasa a primit numele de Gara Gura Humorului, iar gara situată mai la vest, inițial cunoscută sub denumirea de Gura Humorului, a fost redenumită Gura Humorului Oraș.

## Situație actuală
Calea ferată Dărmănești–Câmpulung Moldovenesc are o singură linie și este electrificată. În anul 2009, treceau zilnic cam două trenuri locale între Dărmănești și Gura Humorului. Între Gura Humorului și Câmpulung Moldovenesc treceau aproximativ cinci trenuri de navetiști (personale) și accelerate, care veneau de pe Calea ferată Suceava-Gura Humorului. Acest traseu este de o mare importanță atât pentru transportul de călători, cât și pentru cel de marfă. Cu toate acestea, tronsonul de la Dărmănești la Gura Humorului realiza pierderi; Ministerul Transporturilor al României avea în vedere închiderea sau concesionarea sa.

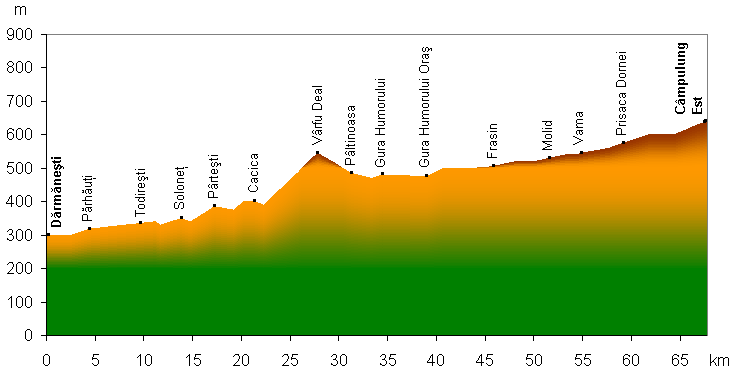
Profilul la înălțime al căii ferate

## Imagini

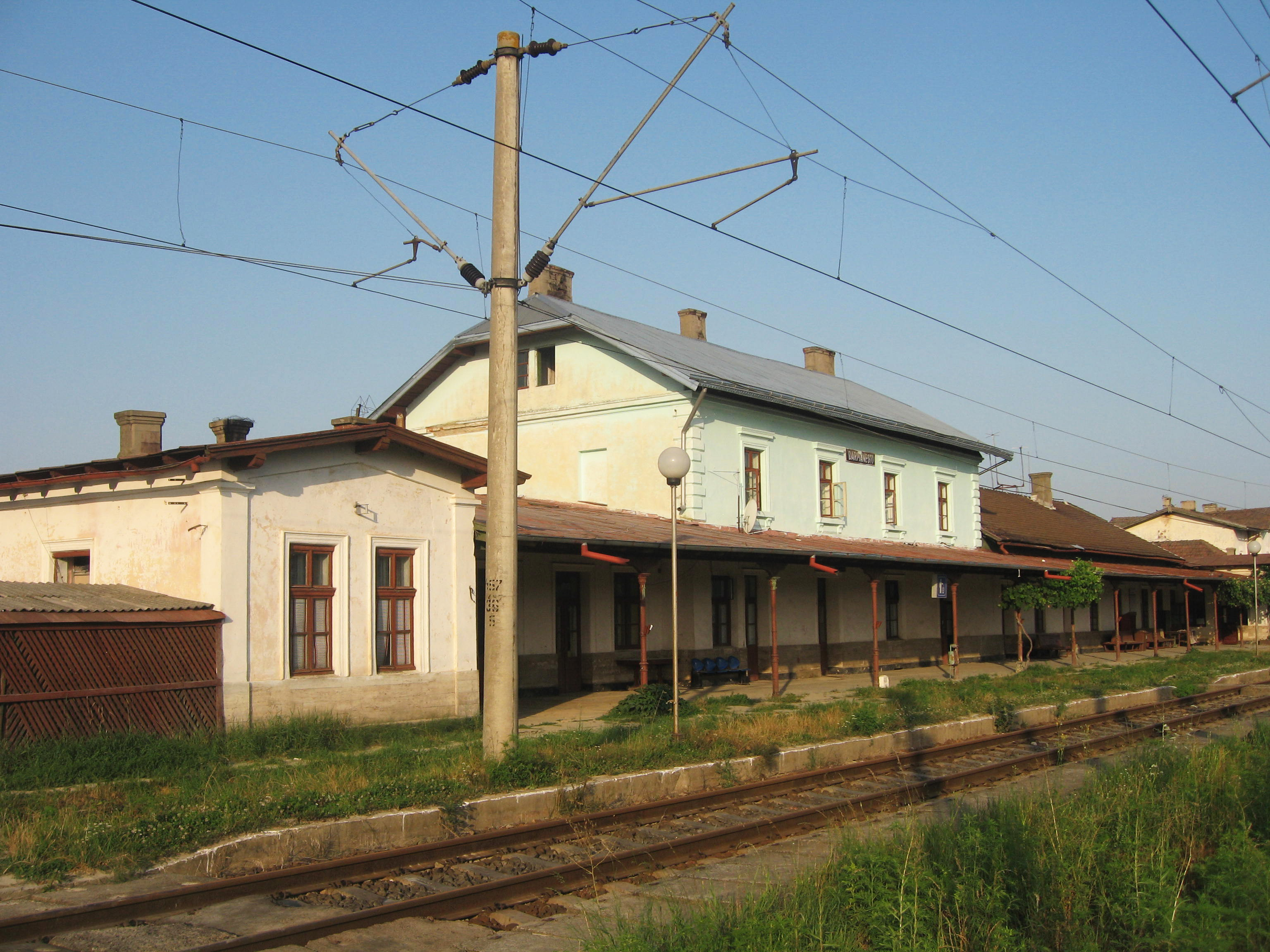
Gara veche din Dărmănești (Hatna)
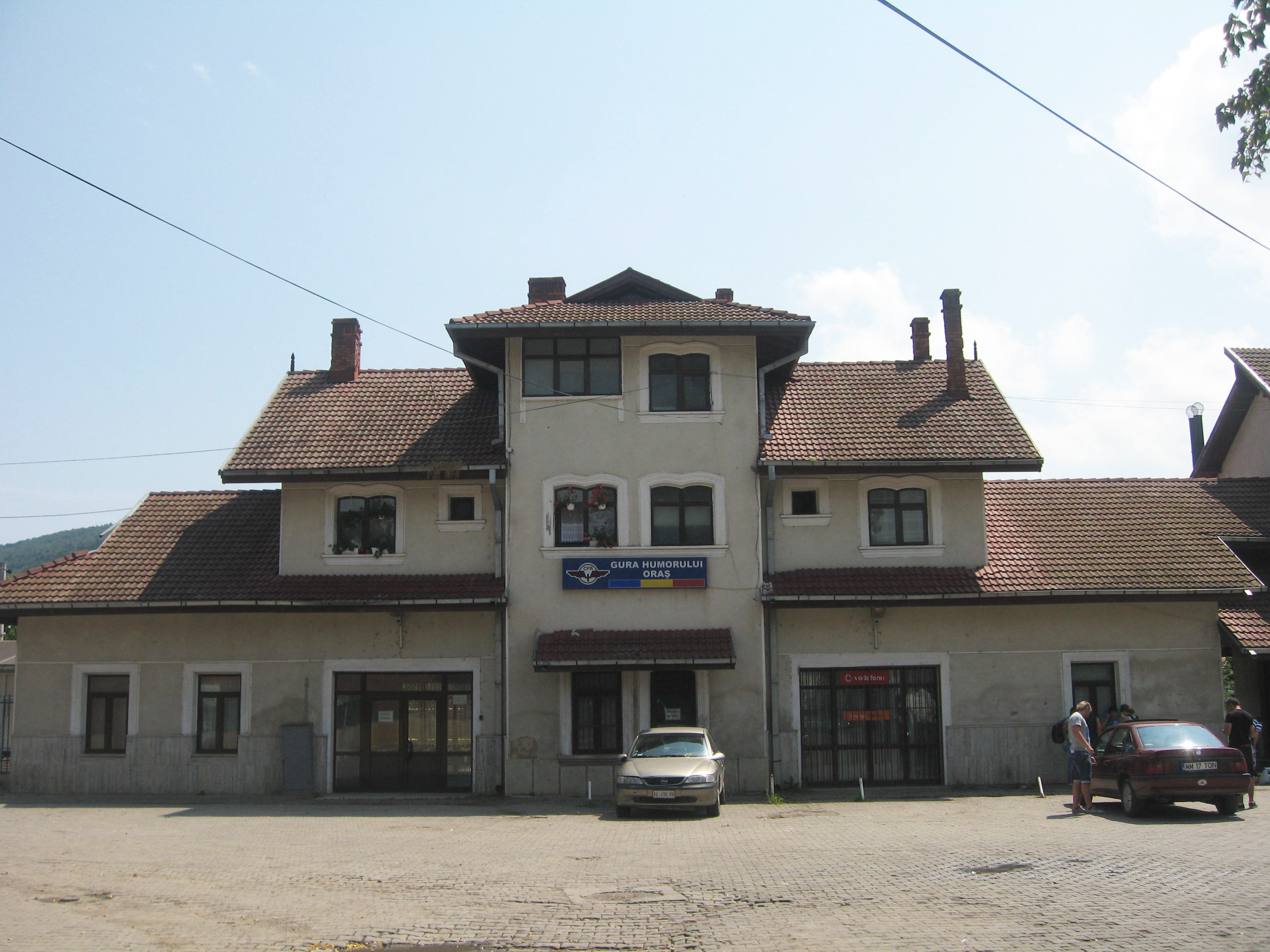
Gara din Gura Humorului (Gura Humorului Oraş)